# Höhere Alkane

Allgemeine Strukturformel von n-Alkanen

Als höhere Alkane werden Alkane bezeichnet, deren längste Kette mindestens neun Kohlenstoffatome besitzt.

## Verwendung
Mit steigender Anzahl an Kohlenstoffatomen nimmt die Viskosität der Stoffe stark zu, weswegen sie in Benzin kaum vorhanden sind. Stattdessen sind Alkane bis zu einer Kettenlänge von 16 Atomen (dem Hexadecan) Hauptbestandteil von Diesel und Kerosin. Diese werden daher auch durch die Cetanzahl charakterisiert, die sich von der alten Bezeichnung Cetan für n-Hexadecan ableitet. Ursprünglich wurde Cetylalkohol (1-Hexadecanol) aus dem Walrat des Pottwals gewonnen. Es ist dort verestert mit Fettsäuren als Wachs ein wesentlicher Bestandteil. Der Name Cetan stammt damit letztlich vom lateinischen cetus (deutsch: Wal) ab. Aufgrund der bereits hohen Viskosität bei Raumtemperatur ist die Verwendung dieser Kraftstoffe bei niedrigen Temperaturen und in kalten Regionen problematisch.
Höhere Alkane ab Hexadecan sind die wichtigsten Bestandteile von Heizöl, Schweröl und vielen Schmierölen. Letztere werden häufig auch aufgrund ihrer hydrophoben Eigenschaften als Korrosionsschutz eingesetzt. Da diese Alkane auch häufig bei Raumtemperatur fest sind, werden sie im Paraffin beispielsweise zur Herstellung von Kerzen verwendet.
Alkane mit einer Kettenlänge ab etwa 35 Atomen aufwärts finden auch im Straßenbau als Bestandteil von Bitumen Verwendung. Ein Großteil dieser Alkane wird jedoch durch Cracken in niedere Alkane aufgespalten, da diese einen größeren Wert in der Weiterverarbeitung besitzen.
Sehr lange n-Alkane werden zu Forschungszwecken, z. B. als Modellsysteme für Polyethylen, synthetisch hergestellt. Dies kann z. B. durch oxidative Kupplung von α,ω-Decadiin mit Kupferacetat und anschließende chromatographische Trennung der Oligomere erfolgen. Eine andere Methode geht von 12-Chlordodecanal aus, und verdoppelt durch wiederholte Wittig-Reaktion mit dem als Acetal geschützten Edukt die Kettenlänge in mehreren Schritten. Definierte Alkane mit bis zu 390 Kohlenstoffatomen sind so gezielt synthetisiert worden.

## Physikalische Eigenschaften
| n-…              | Summen formel | CAS- Nummer | Molmasse (g/mol) | Schmelz- punkt (°C) | Siede- punkt (°C) | Dichte (g/ml) | Viskosität (mN·s·m−2) |
| ---------------- | ------------- | ----------- | ---------------- | ------------------- | ----------------- | ------------- | --------------------- |
| Nonan            | C9H20         | 111-84-2    | 128,26           | −54                 | 151               | 0,72          | 0,713                 |
| Decan            | C10H22        | 124-18-5    | 142,28           | −30                 | 174               | 0,73          | 0,928                 |
| Undecan          | C11H24        | 1120-21-4   | 156,31           | −26                 | 196               | 0,74          | 1,186                 |
| Dodecan          | C12H26        | 112-40-3    | 170,34           | −10                 | 216               | 0,75          | 1,508                 |
| Tridecan         | C13H28        | 629-50-5    | 184,37           | −5                  | 235               | 0,76          | 1,883                 |
| Tetradecan       | C14H30        | 629-59-4    | 198,39           | 6                   | 254               | 0,76          | 2,131                 |
| Pentadecan       | C15H32        | 629-62-9    | 212,42           | 9                   | 270               | 0,77          | 2,814                 |
| Hexadecan        | C16H34        | 544-76-3    | 226,45           | 18                  | 287               | 0,77          | 3,591                 |
| Heptadecan       | C17H36        | 629-78-7    | 240,47           | 21                  | 302               | 0,778         |                       |
| Octadecan        | C18H38        | 593-45-3    | 254,50           | 28                  | 316               | 0,777         |                       |
| Nonadecan        | C19H40        | 629-92-5    | 268,53           | 32                  | 330               | 0,786         |                       |
| Eicosan          | C20H42        | 112-95-8    | 282,55           | 37                  | 343               | 0,789         |                       |
| Heneicosan       | C21H44        | 629-94-7    | 296,58           | 40                  | 357               | 0,792         |                       |
| Docosan          | C22H46        | 629-97-0    | 310,61           | 44                  | 369               | 0,794         |                       |
| Tricosan         | C23H48        | 638-67-5    | 324,63           | 48                  | 380               | 0,779         |                       |
| Tetracosan       | C24H50        | 646-31-1    | 338,66           | 50                  | 391               | 0,799         |                       |
| Pentacosan       | C25H52        | 629-99-2    | 352,69           | 54                  | 402               | 0,801         |                       |
| Hexacosan        | C26H54        | 630-01-3    | 366,71           | 56                  | 412               | 0,778         |                       |
| Heptacosan       | C27H56        | 593-49-7    | 380,74           | 59                  | 422               | 0,780         |                       |
| Octacosan        | C28H58        | 630-02-4    | 394,77           | 61                  | 432               | 0,807         |                       |
| Nonacosan        | C29H60        | 630-03-5    | 408,80           | 64                  | 441               | 0,808         |                       |
| Triacontan       | C30H62        | 638-68-6    | 422,82           | 65                  | 452               | 0,810         |                       |
| Hentriacontan    | C31H64        | 630-04-6    | 436,85           | 68                  | 458               | 0,781         |                       |
| Dotriacontan     | C32H66        | 544-85-4    | 450,88           | 69                  | 467               | 0,812         |                       |
| Tritriacontan    | C33H68        | 630-05-7    | 464,90           | 71                  |                   |               |                       |
| Tetratriacontan  | C34H70        | 14167-59-0  | 478,93           | 72                  | 481               | 0,773         |                       |
| Pentatriacontan  | C35H72        | 630-07-9    | 492,96           | 75                  | 490               | 0,816         |                       |
| Hexatriacontan   | C36H74        | 630-06-8    | 506,98           | 76                  | 496               | 0,780         |                       |
| Heptatriacontan  | C37H76        | 7194-84-5   | 521,00           | 77                  | 504               |               |                       |
| Octatriacontan   | C38H78        | 7194-85-6   | 535,03           | 79                  | 509               |               |                       |
| Nonatriacontan   | C39H80        | 7194-86-7   | 549,05           | 80                  |                   |               |                       |
| Tetracontan      | C40H82        | 4181-95-7   | 563,08           | 82                  | 522               | 0,817         |                       |
| Hentetracontan   | C41H84        | 7194-87-8   | 577,11           | 81                  |                   |               |                       |
| Dotetracontan    | C42H86        | 7098-20-6   | 591,13           | 83                  | 534               |               |                       |
| Tritetracontan   | C43H88        | 7098-21-7   | 605,16           | 85                  |                   |               |                       |
| Tetratetracontan | C44H90        | 7098-22-8   | 619,19           | 85–86               | 545               |               |                       |
| Hexatetracontan  | C46H94        | 7098-24-0   | 647,24           | 88                  | 556               |               |                       |
| Octatetracontan  | C48H98        | 7098-26-2   | 675,29           | 88                  | 566               |               |                       |
| Pentacontan      | C50H102       | 6596-40-3   | 703.35           | 92                  | 575               |               |                       |
| Hexacontan       | C60H122       | 7667-80-3   | 843,61           |                     | 615               |               |                       |

1. ↑  bei 20 °C
2. ↑  bei 22 °C
3. ↑  bei 22 °C
4. ↑  bei 22 °C
5. ↑  Für Eicosan wird im Beilstein und CAS-Index weiterhin die Stoffbezeichnung Icosan oder Eikosan verwendet.
6. ↑  bei 48 °C
7. ↑  bei 60 °C
8. ↑  bei 60 °C
9. ↑  bei 68 °C
10. ↑  bei 90 °C
11. ↑  bei 80 °C

## Sicherheitstechnische Kenngrößen
Für die bei Raumtemperatur noch als Flüssigkeiten vorliegenden höheren n-Alkane sind sicherheitstechnische Kenngrößen bestimmt worden. Mit zunehmender Kettenlänge der n-Alkane und den damit abnehmenden Dampfdruck steigt der Flammpunkt. Die Aufweitung des Explosionsbereiches ergibt sich daraus, dass dieser mit zunehmender Kettenlänge erst bei höheren Temperaturen erreicht wird. Für die Zündtemperaturen ist kein Trend ableitbar.

### Nonan bis Hexadecan
|                               |        | Nonan | Decan  | Undecan | Dodecan | Tridecan | Tetradecan | Pentadecan | Hexadecan |
| ----------------------------- | ------ | ----- | ------ | ------- | ------- | -------- | ---------- | ---------- | --------- |
| Summenformel                  |        | C9H20 | C10H22 | C11H24  | C12H26  | C13H28   | C14H30     | C15H32     | C16H34    |
| Flammpunkt                    | °C     | 31    | 46     | 61      | 80      | 85–95    | 110        | 122        | 133       |
| Untere Explosionsgrenze (UEG) | Vol.‑% | 0,7   | 0,7    | 0,6     | 0,6     | 0,6      | 0,5        | 0,45       | 0,4       |
| Untere Explosionsgrenze (UEG) | g·m−3  | 37    | 41     | 42      | 40      |          |            |            |           |
| Obere Explosionsgrenze (OEG)  | Vol.‑% | 5,6   | 5,4    | 6,5     |         | 6,5      | 6,5        | 6,5        | 6,5       |
| Obere Explosionsgrenze (OEG)  | g·m−3  | 300   | 320    | 425     |         |          |            |            |           |
| Zündtemperatur                | °C     | 205   | 200    | 195     | 200     | 220      | 200        | 220        | 215       |
| Temperaturklasse              |        | T3    | T4     | T4      | T4      | T3       | T4         | T3         | T3        |

## Natürliche Vorkommen
Höhere Alkane finden sich in unterschiedlichen Mengen im Erdöl und im Ozokerit (Erdwachs).
Sie kommen natürlich in einer Reihe von Pflanzen vor. So kann Nonan in Benediktenkraut (Cnicus benedictus), Johanniskraut (Hypericum perforatum), Lorbeer (Laurus nobilis), Pfeffer (Piper nigrum), Limette (Citrus aurantiifolia), Trauben-Katzenminze (Nepeta racemosa) Oregano (Origanum vulgare) und Ingwer (Zingiber officinale) nachgewiesen werden.
Dodecan findet sich in Crotalaria (Crotalaria ochroleuca)  in  Rheum palmatum, Cymbopogon parkeri, Piment (Pimenta dioica), Süßholz (Glycyrrhiza glabra), Papaya (Carica papaya), Indischem Wassernabel (Centella asiatica), Benediktenkraut (Cnicus benedictus), Schwarznuss (Juglans nigra) und Baikal-Helmkraut (Scutellaria baicalensis).
Natürlich kommt n-Tetradecan zu ca. 2 % in den Blättern und Samen von Crotalaria ochroleuca vor. Daneben kann es unter anderem in Schwarznuss (Juglans nigra), Ysop (Hyssopus officinalis), Chinesische Engelwurz (Angelica sinensis), Arznei-Engelwurz (Angelica archangelica), Holunder (Sambucus nigra), Süßholz (Glycyrrhiza glabra), Papaya (Carica papaya), Gewürzvanille (Vanilla planifolia), Dill (Anethum graveolens), Capsicum frutescens, Spanischer Pfeffer (Capsicum annuum), Piment (Pimenta dioica) und Lorbeer (Laurus nobilis) nachgewiesen werden.
Pentadecan kommt unter anderem in Pfeffer (Pipper nigrum), Ginseng (Panax ginseng), der Gelben Schlauchpflanze (Sarracenia flava), Gewöhnlicher Pestwurz (Petasites hybridus), Yulan-Magnolie (Magnolia denudata) Myrte (Myrtus communis), Rheum palmatum, Bay (Pimenta racemosa), Dill (Anethum graveolens) und der Gewürzlilie (Kaempferia galanga) vor.
Höhere Alkane finden sich auch sehr häufig in den Sekreten, Pheromonen, Allomonen und Wehrsekreten von Tieren. So nutzen einige Insekten solche Substanzen als Lösungsmittel für feste Bestandteile von Wehrsekreten.

## Nachweise
1. ↑  Gerald M. Brooke, Simon Burnett, Shahid Mohammed, David Proctor, Mark C. Whiting: A versatile process for the syntheses of very long chain alkanes, functionalised derivatives and some branched chain hydrocarbons. In: J. Chem. Soc., Perkin Trans. 1, Nr. 13, 1996, S. 1635–1645, doi:10.1039/P19960001635.
2. 1 2  Eintrag zu CAS-Nr. 111-84-2 in der GESTIS-Stoffdatenbank des IFA, abgerufen am 16. April 2018. (JavaScript erforderlich)
3. 1 2 3 4 5 6 7 8  George W. Gokel: Dean's Handbook of Organic Chemistry. 2. Auflage. McGraw-Hill, 2004, ISBN 0-07-137593-7, S. 4.57–4.93.
4. 1 2  Eintrag zu CAS-Nr. 124-18-5 in der GESTIS-Stoffdatenbank des IFA, abgerufen am 16. April 2018. (JavaScript erforderlich)
5. 1 2  Eintrag zu CAS-Nr. 1120-21-4 in der GESTIS-Stoffdatenbank des IFA, abgerufen am 16. April 2018. (JavaScript erforderlich)
6. 1 2  Eintrag zu CAS-Nr. 112-40-3 in der GESTIS-Stoffdatenbank des IFA, abgerufen am 16. April 2018. (JavaScript erforderlich)
7. 1 2  Eintrag zu CAS-Nr. 629-50-5 in der GESTIS-Stoffdatenbank des IFA, abgerufen am 16. April 2018. (JavaScript erforderlich)
8. 1 2  Eintrag zu CAS-Nr. 629-59-4 in der GESTIS-Stoffdatenbank des IFA, abgerufen am 16. April 2018. (JavaScript erforderlich)
9. 1 2  Eintrag zu CAS-Nr. 629-62-9 in der GESTIS-Stoffdatenbank des IFA, abgerufen am 16. November 2015. (JavaScript erforderlich)
10. 1 2  Eintrag zu CAS-Nr. 544-76-3 in der GESTIS-Stoffdatenbank des IFA, abgerufen am 16. November 2015. (JavaScript erforderlich)
11. 1 2 3 4 5 6 7 8 9 10 11 12 13 14 15 16 17 18 19 20 21 22  David R. Lide (Hrsg.): CRC Handbook of Chemistry and Physics. 88. Auflage. (Internet-Version: 2008), CRC Press / Taylor and Francis, Boca Raton FL, Physical Constants of Organic Compounds, S. 3-1 – 3-523.
12. 1 2 3 4 5 6 7 8 9  DIN EN 15199-1:2006 - Gaschromatographische Bestimmung des Siedeverlaufes - Teil 1: Mitteldestillate und Grundöle
13. ↑  C. C. Buchler, G. D. Graves: Ind. Eng. Chem. 19, 1927, S. 718.
14. 1 2 3  C. L. Yaws:  Thermophysical Properties of Chemicals and Hydrocarbons. 2. Auflage. Elsevier 2008, ISBN 978-0-8155-1596-8, S. 94.
15. 1 2 3  David R. Lide (Hrsg.): CRC Handbook of Chemistry and Physics. 88. Auflage. (Internet-Version: 2008), CRC Press / Taylor and Francis, Boca Raton FL, Enthalpy of Fusion, S. 6-115 – 6-119.
16. ↑  H. Yamamoto, N. Nemoto, K. Tashiro: Crystal Structure of 20-Methyl-Nonatriacontane ((C19H39)2CHCH3) and Its Compatibility with Nonatriacontane (C39H80). In: J. Phys. Chem. B 108, 2004, S. 5827–5835, doi:10.1021/jp035629d.
17. 1 2  W. F. Seyer, R. F. Patterson, J. L. Keays: The Density and Transition Points of the n-Paraffin Hydrocarbons. In: J. Am. Chem. Soc. 46, 1944, S. 179–182.
18. ↑  W. M. Mazee: Some properties of hydrocarbons having more than twenty carbon atoms. In: Recl. Trav. Chim. Pays-Bas. 67, 1948, S. 197–213.
19. ↑  J.–P. Gorce, S. J. Spells, X.–B. Zeng, G. Ungar: J. Phys. Chem. B. 108, 2004, S. 3130–3139.
20. ↑  S. Geiger-Berschandy: Bull. Soc. Chim. Fr. 1955, S. 994.
21. ↑  R. Lukes, S. Dolezal: The Action of Grignard Reagents on the Amide Group XXI. Synthesis of Some Higher Monocarboxylic Acids. In: Chem. Listy. 51, 1957, S. 2065.
22. ↑  NONANE (englisch). In: Dr. Duke's Phytochemical and Ethnobotanical Database, Hrsg. U.S. Department of Agriculture, abgerufen am 20. Juli 2021.
23. ↑  N-NONANE (englisch). In: Dr. Duke's Phytochemical and Ethnobotanical Database, Hrsg. U.S. Department of Agriculture, abgerufen am 20. Juli 2021.
24. ↑  DODECANE (englisch). In: Dr. Duke's Phytochemical and Ethnobotanical Database, Hrsg. U.S. Department of Agriculture, abgerufen am 20. Juli 2021.
25. ↑  N-DODECANE (englisch). In: Dr. Duke's Phytochemical and Ethnobotanical Database, Hrsg. U.S. Department of Agriculture, abgerufen am 20. Juli 2021.
26. ↑  H. J. Bestmann, M. Pietschmann, K. Steinmeier, O. Vostrowsky: Flüchtige Inhaltsstoffe von Crotalaria ochroleuca und deren Wirkung auf Schadinsekten / Volatile Constituents from Crotalaria ochroleuca and Their Effect on Pest Insects. In: Zeitschrift für Naturforschung C. 46, 1991, S. 579–584 (PDF, freier Volltext).
27. ↑  H. J. Bestmann, M. Pietschmann, K. Steinmeier, O. Vostrowsky: Flüchtige Inhaltsstoffe von Crotalaria ochroleuca und deren Wirkung auf Schadinsekten / Volatile Constituents from Crotalaria ochroleuca and Their Effect on Pest Insects. In: Zeitschrift für Naturforschung C. 46, 1991, S. 579–584 (PDF, freier Volltext).
28. ↑  TETRADECANE (englisch). In: Dr. Duke's Phytochemical and Ethnobotanical Database, Hrsg. U.S. Department of Agriculture, abgerufen am 20. Juli 2021.
29. ↑  N-TETRADECANE (englisch). In: Dr. Duke's Phytochemical and Ethnobotanical Database, Hrsg. U.S. Department of Agriculture, abgerufen am 20. Juli 2021.
30. ↑  PENTADECANE (englisch). In: Dr. Duke's Phytochemical and Ethnobotanical Database, Hrsg. U.S. Department of Agriculture, abgerufen am 20. Juli 2021.
31. ↑  N-PENTADECANE (englisch). In: Dr. Duke's Phytochemical and Ethnobotanical Database, Hrsg. U.S. Department of Agriculture, abgerufen am 20. Juli 2021.
32. ↑  Gunther Tschuch, Peter Lindemann, Anja Niesen et al. (2005): A Novel Long-Chained Acetate in the Defensive Secretion of Thrips. Journal of Chemical Ecology 31 (7) S. 1555–1565. doi:10.1007/s10886-005-5797-9